# Nils Asp
Nils Anton Georg Ragnar Asp, född 18 oktober 1916 i Stockholm, död 22 augusti 1987 i Uddevalla, var en svensk tecknare, konsthantverkare och konstpedagog.
Han var son till teckningsläraren Ragnar Asp och Mimmi Larsson. Asp studerade vid Tekniska skolan i Stockholm 1933–1939 samt för Edvin Ollers och Edward Berggren 1935 samt under studieresor till Danmark, Norge, Tyskland, Schweiz och Italien. Han medverkade i Nationalmuseums utställning Unga tecknare ett flertal gånger och i samlingsutställningar i bland annat Helsingborg, Höganäs och Uddevalla. Hans konst består av landskap och figurkompositioner i olja eller akvarell samt fantasiteckningar i tusch. Asp är representerad vid Moderna museet,  Konsthallen vid Bohusläns museum och Gustav VI Adolfs samling. Han är gravsatt i minneslunden på Sigelhults kyrkogård i Uddevalla.